# Fjällig sporrhöna
Fjällig sporrhöna (Pternistis squamatus) är en fågel i familjen fasanfåglar inom ordningen hönsfåglar.

## Utseende och läte
Fjällig sporrhöna är en medelstor och färglöst brun sporrhöna med röd näbb och röda ben. Fjäderdräkten varierar geografiskt, där fåglar i östra delen av utbredningsområdet är mörkare. Arten skiljs från rostbukig sporrhöna och rödstrupig sporrhöna genom frånvaro av röd bar hud kring ögat. Lätet består av en serie mycket grova toner som gradvis ökar i tempo och betonas mer.

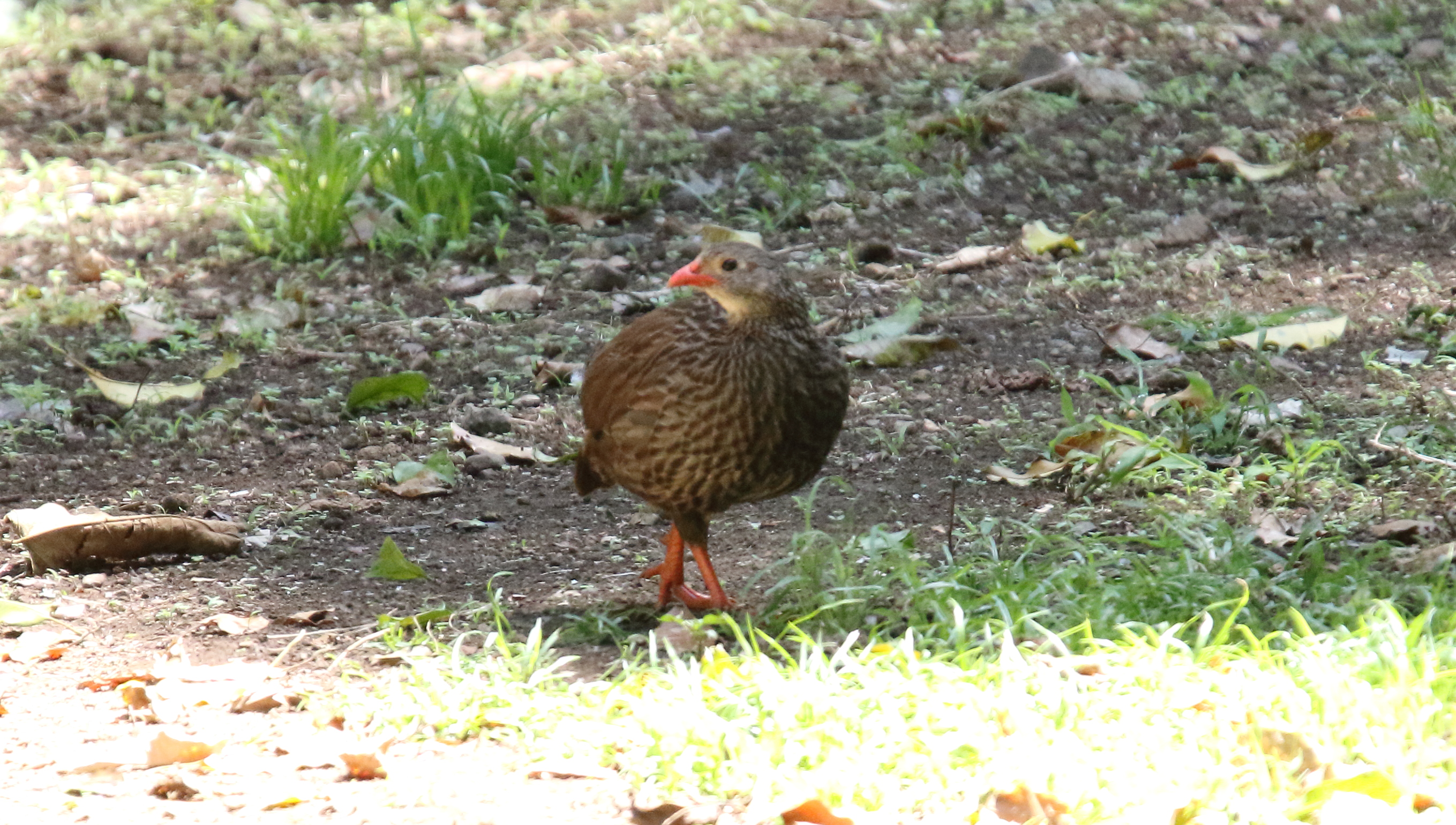

## Utbredning och systematik
Arten förekommer i Afrika nära Ekvatorn från sydcentrala Nigeria till södra Etiopien och Malawi. Den delas idag vanligen in i tre underarter med följande utbredning:
- Pternistis squamatus squamatus – sydöstra Nigeria till norra och östra Demokratiska republiken Kongo, Gabon och Republiken Kongo
- Pternistis squamatus schuetti – östra Demokratiska republiken Kongo till Uganda, centrala och sydvästra Kenya och centrala Etiopien; även nordöstra och sydöstra Tanzania samt på Viphyaplatån i norra Malawi
- Pternistis squamatus maranensis – sydöstra Kenya och nordöstra Tanzania

## Släktestillhörighet
Tidigare placerades den i släktet Francolinus. Flera genetiska studier visar dock att Francolinus är starkt parafyletiskt, där arterna i Pternistis står närmare  t.ex. vaktlar i Coturnix och snöhöns. Även de svenska trivialnamnen på arterna i släktet har justerats från tidigare frankoliner till sporrhöns (från engelskans spurfowl) för att bättre återspegla släktskapet.

## Levnadssätt
Fjällig sporrhöna hittas i bergsskogar, skogsbryn, igenväxande buskmarker, plantage och bambu. Den är skygg och svår att få syn på utom när den korsar en väg eller en stig.

## Status och hot
Arten har ett stort utbredningsområde, men tros minska i antal, dock inte tillräckligt kraftigt för att den ska betraktas som hotad. Internationella naturvårdsunionen IUCN listar arten som livskraftig (LC).